# Vila Conceição
A Vila Conceição é um bairro nobre da zona sul da cidade brasileira de Porto Alegre, capital do estado do Rio Grande do Sul. Foi criado pela Lei 2022 de 7 de dezembro de 1959.
Um dos bairros que possuem margens às orla do Guaíba, a Vila Conceição abriga a Praia do Cachimbo.

## História[1]

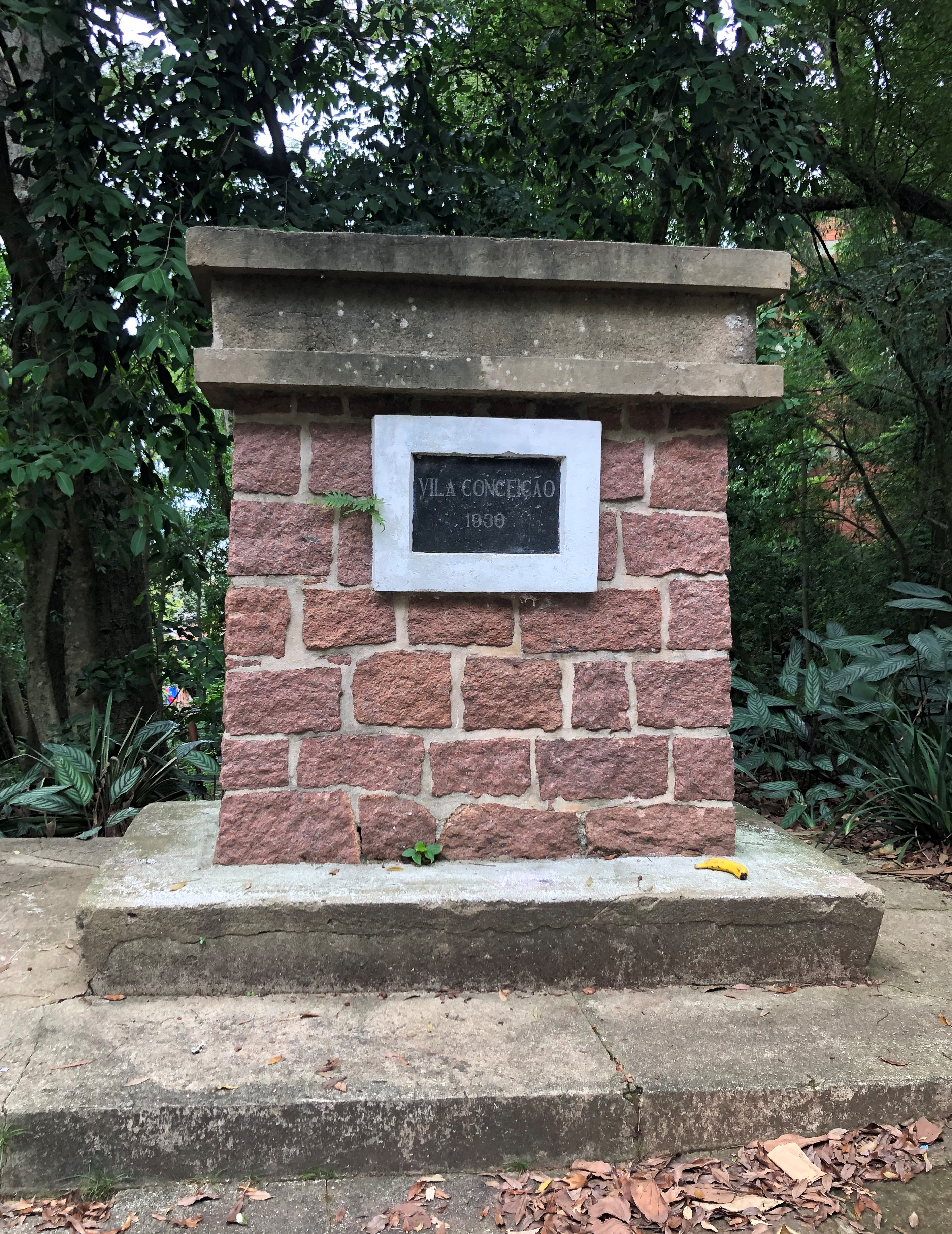
Marco da Vila Conceição (ano de 1930).

A Vila Conceição está situada em uma elevação, a oeste do Morro do Osso e às margens do Guaíba. O loteamento do bairro e de sua região se iniciou quando da conclusão da avenida Wenceslau Escobar, por volta de 1932. Antes disso, o bairro era considerado parte do bairro Tristeza, e sua área era ocupada por uma chácara de propriedade de José da Silva Guimarães, apelidado de "Juca Tristeza", o qual foi casado com uma das netas e herdeiras do sesmeiro Dionísio Rodrigues Mendes.
José da Silva Guimarães idealizou o loteamento e assim chamou arquitetos franceses para desenharem as ruas, fundando, em 1921, o loteamento Vila Conceição, que englobava originalmente não só a área atual do bairro Vila Conceição como também o Sétimo Céu (mais tarde emancipado da Tristeza), que compartilha, portanto, laços históricos com a Vila Conceição.
Desde a sua fundação até meados de 1975, o bairro foi um atraente balneário com casas de alto-padrão para fim-de-semana, de famílias residentes da área mais urbana (como ruas Duque de Caxias e Coronel Fernando Machado, no Centro Histórico da cidade, bem como dos bairros Independência e Moinhos de Vento, e do outrora nobre entorno do Parque da Redenção). Com a poluição do Guaíba, a procura pelo litoral gaúcho (no início, sem fácil acesso por estrada) e a crescente urbanização da zona sul, o movimento de veranistas na Vila Conceição acabou diminuindo gradativamente, e alguns dos proprietários das casas de fim-de-semana vieram a se mudar definitivamente para a região.

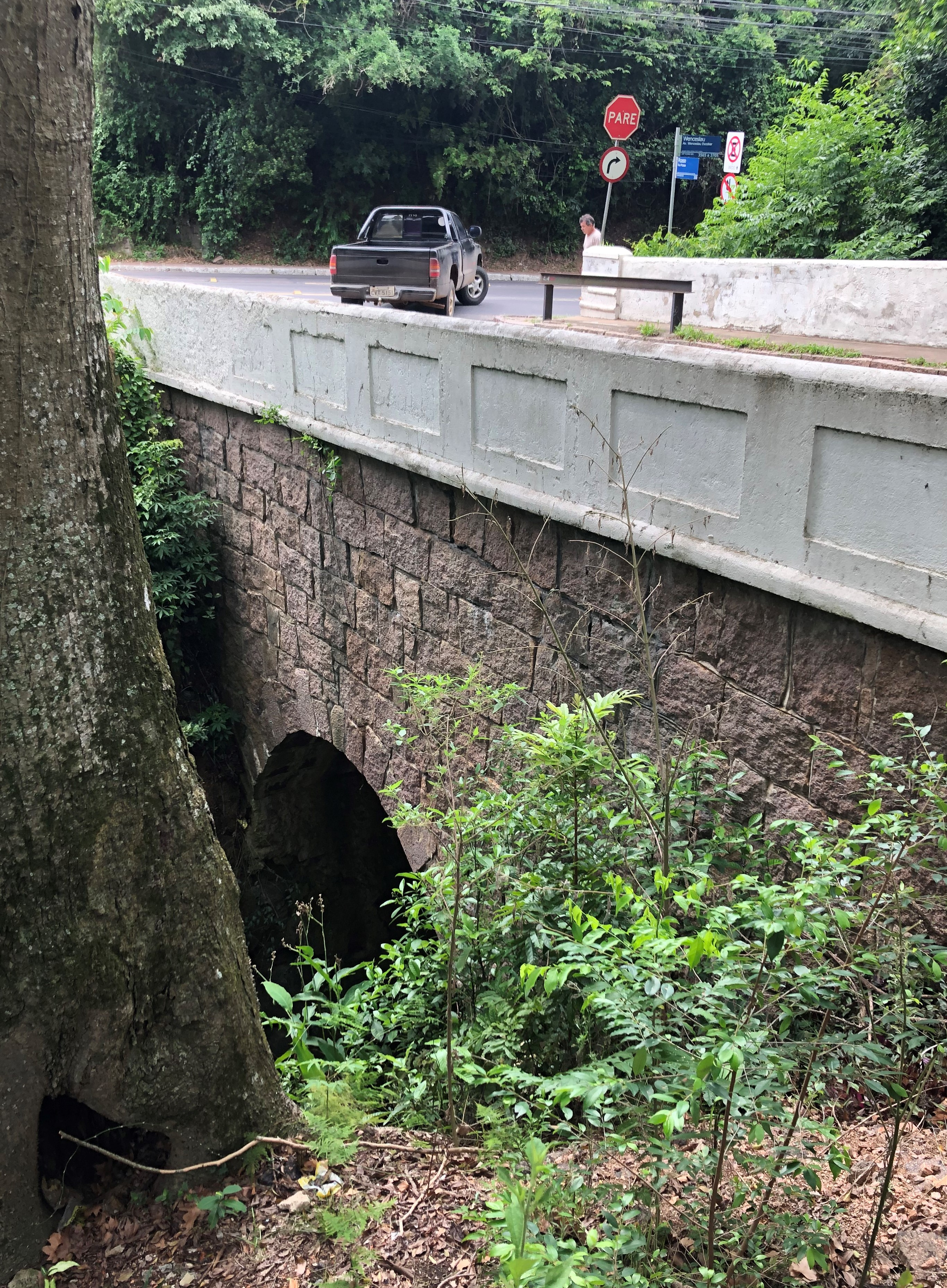
Ponte da Rua Picasso, onde passava a antiga ferrovia.

A Vila Conceição foi muito beneficiada pelo desenvolvimento da extinta Ferrovia do Riacho, que passava paralelamente à Avenida Wenceslau Escobar (por debaixo da ponte da Rua Picasso) e terminava no bairro Pedra Redonda. Foi desativada completamente em 1941, e a área ocupada por seus trilhos acabou gradativamente ocupada de forma irregular por pessoas de baixa renda, dando origem a pequenas comunidades.  

## Características atuais
A localidade, situada entre os bairros Tristeza e Pedra Redonda, é muito admirada por sua linda vista e acesso ao lago Guaíba, com a pequena praia do Cachimbo servindo como uma área de lazer para moradores e também visitantes de outros bairros.
O menor bairro de Porto Alegre, a Vila Conceição é totalmente residencial. Suas casas, muitas em terrenos desnivelados, estão localizadas em ruas estreitas, curvas e arborizadas, sendo algumas das residências debruçadas sobre o lago Guaíba. O local é habitado por cidadãos de classe média alta à alta alta, sendo alguns oriundos das antigas famílias que primeiro se instalaram no bairro. Apesar disso, a Vila Conceição abriga duas pequenas comunidades em condições de vulnerabilidade social: a vila da Rua Professora Santa Bárbara e a vila da Rua Doutora Vera Glusman Knijnik (onde funciona a Escola de Educação Infantil Gotinhas de Amor).

### Pontos de referência
Áreas verdes
- Praia do Cachimbo
- Praça Hercílio Ignácio Domingues
- Praça Paraíso
- Praça Professora Zilda Wilhelm Coelho

Educação
- Escola de Educação Infantil Gotinhas de Amor

## Limites atuais
Margem do lago Guaíba, da embocadura da Rua Padre João Batista Reus até encontrar a embocadura da Rua Professor Emílio Meier; desta, até a Avenida Coronel Marcos; desta, até o termo da Avenida Wenceslau Escobar; por esta, em direção sul-norte, até encontrar novamente a Rua Padre João Batista Réus; desta, até embocadura com o lago Guaíba.

## Moradores ilustres
- João Goulart, presidente do Brasil de 1961 a 1964;